# Каннский кинофестиваль 1993
46-й Каннский кинофестиваль 1993 года, проходивший с 7 по 18 мая в Каннах, Франция. Год примечателен тем, что на трёх главных кинофестивалях мира, первый приз получили сразу две картины. В Каннах «Золотая пальмовая ветвь» досталась двум мелодрамам — «Прощай, моя наложница», режиссёра Чена Кайге и «Пианино» новозеландки Джейн Кэмпион.

## Жюри
- Луи Маль (Франция) (председатель)
- Клаудия Кардинале (Италия)
- Инна Чурикова (Россия)
- Джуди Дэвис (Австралия)
- Аббас Киаростами (Иран)
- Эмир Кустурица (Югославия)
- Вильям Любчанский (Франция)
- Том Ладди (США)
- Гари Олдман (Великобритания)
- Аугусто Сеабра (Португалия)

## Фильмы в конкурсной программе
- Прощай, моя наложница
- Похитители тел
- Перекрёсток
- Дюба-дюба
- С меня хватит!
- Фиориль
- Мошенники
- Друзья
- Так далеко, так близко!
- Царь горы
- Человек у берега
- Луи, король – дитя
- Любимое время года
- Магнификат
- Мазеппа
- Много шума из ничего
- Обнажённые
- Пианино
- Град камней
- Перепутанные наследники
- Кукловод
- Broken Highway
- Охрана
- Libera me

## Особый взгляд
- Отшельница
- Чертовщина
- Взрослая жизнь
- Отчаянные меры
- Птица счастья
- Франсуа Трюффо: Портрет
- Большой арбуз
- Добрый путь
- «Девушки...» 25 лет спустя
- Аромат зелёной папайи
- Октябрь
- Предчувствие
- Удаленный контроль
- Сонатина
- Двойная ставка
- Не тот человек
- Wendemi, l’enfant du bon Dieu
- Avsporing
- Charlie and the Doctor
- El acto en cuestión
- Excursion to the Bridge of Friendship
- O Fim do Mundo
- Ohikkoshi
- Stroke

## Фильмы вне конкурсной программы
- Скалолаз
- Бешеный пёс и Глори
- Ещё нет
- Дитя Макона
- Ядовитое дело

## Короткометражные фильмы
- Фея нашего времени
- Кофе и сигареты 3
- 4 сезона
- Вкус железа
- Мама говорила
- Робочик
- Поющая добыча
- Сортировщик
- Lenny Minute 1: Lenny Meets the Giant Blue Sheila Doll
- Me voy a escapar

## Награды
- Аромат зелёной папайи — премия «Золотая камера» за лучший дебютный полнометражный фильм и премия молодёжной аудитории, в программе «Особый взгляд»
- Я - Иван,ты - Абрам  — премия молодёжного жюри (французское кино).